# گروه ام‌تی‌ان

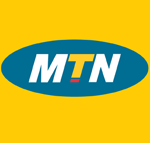
نامواره شركت مخابراتی ام تی ان

گروه‌ام‌تی‌ان (به انگلیسی: MTN Group) یک شرکت ارتباطات همراه چند ملیتی است که در سال ۱۹۹۴ تأسیس گردید و در حال حاضر در ۲۱ کشور از جمله آفریقا و خاورمیانه‌ فعالیت دارد.
«ام تی ان»، هم‌اکنون کلان شهرهای اصلی را تحت پوشش خدمات نسل چهارم قرار داده است و طبق آمار شرکت بیش از ۳۱ درصد شبکه آفریقای جنوبی مجهز به امکانات سرعت داده افزایش یافته برای تحول جی‌اس‌ام است.
ارتباطات داده‌ای نیز ۳/۶ درصد درآمد کل «ام تی ان» ایتالیا را تشکیل داده است . اکثریت درآمد داده‌ای شرکت به خدمات پیام کوتاه (اس ام اس) مربوط بوده‌است.

## کشورهای تحت فعالیت
گروه ام‌تی‌ان در کشورهای زیر فعالیت دارد: بوتسوانا، افغانستان، کامرون، ایران، ساحل عاج، نیجریه، جمهوری کنگو، رواندا، آفریقای جنوبی، سوازیلند، اوگاندا، زامبیا، قبرس، غنا، گینه بیسائو، جمهوری گینه، لیبریا، سودان، سوریه و یمن

### ام‌تی‌ان در ایران
شرکت مخابراتی ام‌تی‌ان آفریقای جنوبی در راستای پروژه اپراتور دوم تلفن همراه، بیش از ۵/۱ میلیارد دلار در زمینه تلفن همراه در ایران سرمایه‌گذاری کرده‌است.

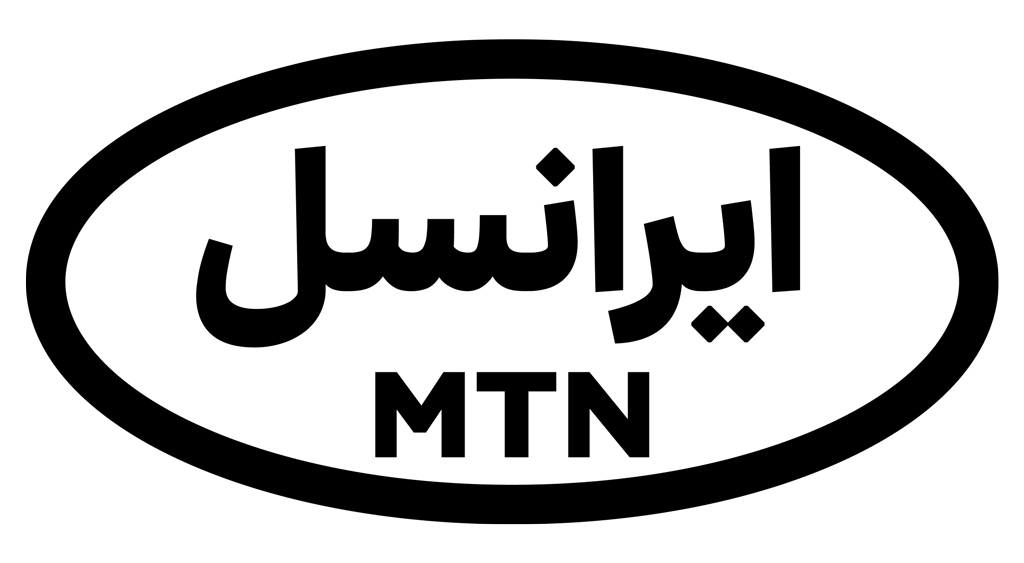
نامواره شركت ایرانسل

این شرکت با امضاء توافقی، ۴۹ درصد از سهام شرکت ایرانسل به ارزش ۲ میلیارد دلار را به خود اختصاص داد و بدین ترتیب برای اولین بار وارد بازار تلفن همراه خاورمیانه شد. بیش از ٧۵% از سرویس‌هایی که این شبکه به کاربران عرضه می‌کند برای اولین بار در ایران ارائه شده مانند پیام چند رسانه‌ای، اینترنت همراه، شبکه داخلی همراه، اطلاعات شهری، کنترل حساب اینترنتی، پیامک صوتی، آهنگ پیشواز و... 

### ام‌تی‌ان در افغانستان
گروه‌ام تی ان برای اولین بار در ژؤئن٢۰۰۶واردخاک افغانستان شد. این شرکت در حال حاضر با پوشش دادن بیش از۱٨میلیون نفر در اکثر مناطق افغانستان یکی از اپراتورهای بزرگ تلفنی در این کشور شده‌است.

### ام‌تی‌ان در نیجریه
طبق آمار رسمی این شرکت، شمار مشترکین «ام تی ان» نیجریه به بیش از ۷۶۶۷۰۰۰ نفر رسیده‌است که این رشد بسیار قوی ناشی از چشمگیر بودن تقاضا برای خدمات مخابراتی و ارزان بودن خط تلفن همراه در نیجریه بوده‌است. بزرگ‌ترین سهم بازار نیجریه همچنان در اختیار «ام تی ان» نیجریه است که حدود ۴۷ درصد می‌شود. «ام تی ان» نیجریه همچنان در پی گسترش شبکه خود است و طی شش ماه ۳۳۵ ایستگاه پایه جدید و دو سوییچ جدید را به شبکه خود افزوده است. در واقع کل سود عملیات «ام تی ان» نیجریه دوباره در همین کشور سرمایه‌گذاری شده‌است.

### ام‌تی‌ان در کامرون
این شرکت حدود ۵۴ درصد بازار کامرون را در اختیار دارد و در بازاری که به شدت رقابتی است، پیشتازی خود را همچنان حفظ کرده‌است.بر اساس گزارش‌ها این شرکت شمار مشترکین ام. تی. ان در کشورکامرون در سال۲۰۰۶ با ۱۳ درصد رشد نسبت به ۳۱ مارس ۲۰۰۵ به ۱۱۲۹۰۰۰ نفر رسید. 

### ام‌تی‌ان در رواندا
با توجه به خصوصی‌سازی شرکت مخابرات روانداتل و صدور پروانه برای دومین بهره بردار تلفن همراه، پیش‌بینی می‌شود که رقابت در این کشور شدت گیرد.ام. تی. ان در رواندا مشترکین خود را به بیش از ۲۵۶۰۰۰ نفر رسانده است.

### ام‌تی‌ان در ساحل عاج

لوگو تلسل (یکی از شرکت های تابع ام تی ان)

ام. تی. ان در ساحل عاج که با نام تجاری تلسل کار می‌کند شمار مشترکین خود را در ۳۰ سپتامبر ۲۰۰۵ به ۹۳۲۰۰۰ نفر رساند و حدود ۴۷ درصد بازار را در اختیار گرفت. «ام تی ان» در تاریخ ۱ ژوئیه ۲۰۰۵ میلادی ۵۱ درصد سهام تلسل را با پرداخت ۲۱۴ میلیون دلار در اختیار گرفته بود.

### ام‌تی‌ان در اوگاندا
ام تی ان اوگاندا پیشتازی خود را در بازار این کشور حفظ کرد و در سال ۲۰۰۶ با افزایش ۱۴ درصدی مشترکین خود نسبت به ۲۰۰۵ شمار مشترکین خود را به ۸۹۵۰۰۰ نفر رساند.

### ام‌تی‌ان درزامبیا
«ام تی ان» در ۱۰ اوت ۲۰۰۵ با پرداخت ۴۷ میلیون دلار شرکت ام. تی. ان زامبیا را به‌طور کامل در اختیار گرفت. شمار مشترکین «ام تی ان» زامبیا در ۲۰۰۵ به ۹۱۰۰۰ نفر رسید.

## خروج از خاورمیانه
روز پنج‌شنبه ۱۶ مرداد ۱۳۹۹، شرکت ام‌تی‌ان گفت برای عبور از بحران کرونا قصد دارد تا طرح و برنامه فعالیت‌های خود را ساده‌تر کرده و با خروج منابع خود از خاورمیانه، فعالیتش را به آفریقا محدود کند. رئیس مدیر اجرایی ام‌تی‌ان با انتشار بیانیه‌ای خبر داد که به عنوان اولین اقدام، این شرکت در مراحل پایانی گفتگوها برای فروش ۷۵ درصد از سهام خود در ام‌تی‌ان سوریه است، او اضافه کرد که خروج ام‌تی‌ان از خاورمیانه «در میان‌مدت و با نظم و قاعده انجام خواهد شد».